# Saint-Symphorien (Sarthe)
Saint-Symphorien – miejscowość i gmina we Francji, w regionie Kraj Loary, w departamencie Sarthe.
Według danych na rok 1990 gminę zamieszkiwało 469 osób, a gęstość zaludnienia wynosiła 21 osób/km² (wśród 1504 gmin Kraju Loary Saint-Symphorien plasuje się na 859. miejscu pod względem liczby ludności, natomiast pod względem powierzchni na miejscu 471.).